# 7. februar
7. februar er dag 38 i året, i den gregorianske kalender. Der er 327 dage tilbage af året (328 i skudår).
Dagens navn er Richard.

### Begivenheder
Født - Dødsfald
- 1613 - Den 16-årige Mikhail Romanov vælges til ny zar af den russiske rigsforsamling.
- 1792 - Østrig og Preussen indgår alliance vendt mod Frankrig.
- 1800 - P.A. Heiberg drager i eksil i Paris, hvor han lever de sidste 41 år af sit liv, efter han året før, med tilbagevirkende kraft, er blevet dømt til landsforvisning for majestætsfornærmelse for at forhåne regeringen.
- 1898 - Émile Zola bringes for retten anklaget for injurier mod præsidenten med sin J'Accuse.
- 1947 - De første af Dødehavsrullerne fra ca. 150 f.Kr.-68 e.Kr. opdages i huler på vestsiden af Jordan-floden.
- 1962 - Den amerikanske regering vedtager et stop for al handelssamkvem med Cuba.
- 1964 - The Beatles ankommer på deres første besøg i USA til Kennedy Airport i New York City, hvor de modtages af 10.000 begejstrede fans.
- 1971 - Kvinder opnår stemmeret i Schweiz.
- 1974 - Grenada opnår uafhængighed af Storbritannien.
- 1990 - Mikhail Gorbatjovs forslag om at afskaffe det sovjetiske kommunistpartis magtmonopol bliver vedtaget af Centralkomitéen.
- 1992 - Maastricht-traktaten for EU underskrives i den hollandske by  Maastricht.
- 2002 - Farums borgmester, Peter Brixtofte, bliver politianmeldt for misbrug af kommunens midler.
- 2007 - Kongehuset meddeler, at prinsesse Alexandra opgiver sin kongelige titel, når hun 3. marts bliver gift med sin kæreste, Martin Jørgensen.
- 2008 - Rumfærgen Atlantis bliver skudt op for at levere Columbusmodulet til Den Internationale Rumstation.
- 2009 - Forn Siðr - Asa- og Vanetrosamfundet i Danmark indvier sin første gravplads på Assistens Kirkegården i Odense
- 2014 - Vinter-OL 2014 i russiske Sotji indledes.
- 2015 - Stormen Ole rammer Norge med vindstød op mod 35-45 m/s.

### Født
- 1478 - Thomas More, engelsk filosof og statsmand (død 1535).
- 1693 - Anna Ivanovna, russisk regerende kejserinde (død 1740).
- 1804 - John Deere, amerikansk smed (død 1886).
- 1809 - Frederik Paludan-Müller, dansk digter (død 1876).
- 1812 - Charles Dickens,  britisk forfatter (død 1870).
- 1867 - Laura Ingalls Wilder, amerikansk forfatter (død 1957).
- 1870 - Alfred Adler, østrigsk psykoanalytiker (død 1937).
- 1885 - Sinclair Lewis, amerikansk forfatter og modtager af Nobelprisen i litteratur (død 1951).
- 1906 - Puyi, den sidste kinesiske kejser (død 1967).
- 1909 - Wilhelm Freddie, dansk kunstmaler (død 1995).
- 1912 - Roberta Wright McCain, mor til John McCain (død 2020).
- 1914 - Sejr Volmer-Sørensen, dansk pianist, skuespiller og studievært (død 1982).
- 1926 - Konstantin Feoktistov, russisk kosmonaut (død 2009).
- 1927 - Juliette Gréco, fransk visesangerinde og skuespillerinde (død 2020).
- 1929 - Christian Thodberg, dansk teolog og kongelig konfessionarius (død 2020).
- 1933 - Per Schultz Jørgensen, dansk professor i socialpsykologi (død 2022).
- 1934 - Edward Fenech Adami, maltesisk politiker.
- 1935 - Lotte Freddie, dansk moderedaktør.
- 1938 - Gyda Hansen, dansk skuespillerinde (død 2010).
- 1938   - Erik Sigsgaard, dansk seminarielektor og børneforsker.
- 1939 - Kjeld Koplev, dansk journalist.
- 1939   - Niels Jørgen Steen, dansk jazzmusiker.
- 1941 - Kevin Crossley-Holland, britisk forfatter og oversætter.
- 1943 - Peter Carey, australsk forfatter.
- 1946 - Else Trangbæk, dansk idrætsprofessor.
- 1946   - Héctor Babenco, argentinsk-brasiliansk instruktør, producer og manuskriptforfatter.
- 1947 - Flemming "Bamse" Jørgensen, dansk popsanger (død 2011).
- 1948 - Stig Thorsboe, dansk forfatter.
- 1956 - Hans Erik Saks, dansk forfatter, instruktør og filmproducent.
- 1956   - John Nielsen, dansk racerkører.
- 1958 - Frans Bak, dansk komponist og kapelmester.
- 1962 - Garth Brooks, amerikansk countrymusiker.
- 1968 - Katja K, dansk skuespiller, forfatter og tøjdesigner.
- 1969 - Chris Minh Doky, dansk musiker og komponist.
- 1971 - Nicolai Wammen, dansk borgmester i Århus.
- 1975 - Søren Stryger, dansk håndboldspiller.
- 1975 - Bo Henriksen, dansk fodboldspiller og fodboldtræner.
- 1978 - Ashton Kutcher, amerikansk skuespiller.
- 1990 - Anna Abreu, finsk-portugisisk sangerinde.
- 1993 - David Dorfman, amerikansk skuespiller.

### Dødsfald
- 590 - Pave Pelagius 2. (født ca. 520).
- 1652 - Gregorio Allegri, italiensk komponist (født 1582).
- 1837 - Gustav 4. Adolf, svensk konge (født 1778).
- 1848 - Christen Købke, dansk kunstmaler (født 1810).
- 1979 - Josef Mengele, tysk naziforbryder (født 1911).
- 1994 - Witold Lutosławski, polsk komponist (født 1913).
- 1999 - Hussein, jordansk konge (født 1935).
- 2001 - Godfred Hartmann, dansk forlægger og forfatter (født 1913).
- 2004 - Otto Hænning, dansk komponist og musiker (født 1916).
- 2013 - Peter Steen, dansk skuespiller (født 1936).
- 2014 - Feliks Nikolaevitj Kovaljov, russisk-sovjetisk advokat og diplomat (født 1927).
- 2020 - Søren Christensen, dansk chefredaktør (født 1976).

|  | Denne datoartikel kan blive bedre, hvis der indsættes et (bedre) billede Du kan hjælpe ved at afsøge Wikimedia Commons for et passende billede eller uploade et godt billede til Wikimedia Commons iht. de tilladte licenser og indsætte det i artiklen. |